# Jan Timman
Jan Hendrikus Timman (* 14. Dezember 1951 in Amsterdam) ist ein niederländischer Schachgroßmeister, der in den 1980er und beginnenden 1990er Jahren zur Weltspitze zählte.

## Leben

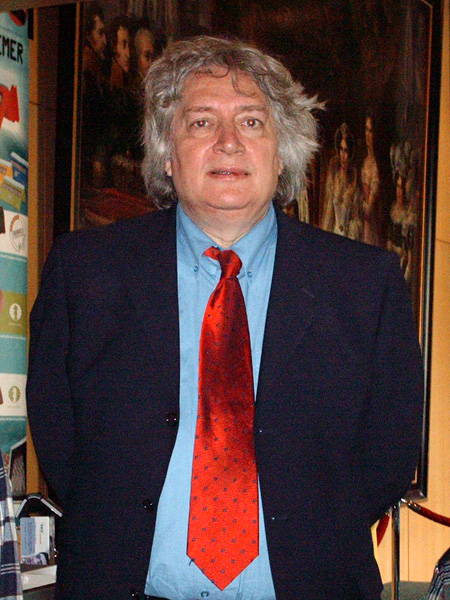
Jan Timman, 2007

Jan Timman ist der Sohn des Mathematikers und Ingenieurs Reinier Timman. Er galt bereits in früher Kindheit als eines der größten niederländischen Talente seit Max Euwe: Neben zahlreichen nationalen Jugendtiteln gelang ihm als 15-Jährigem bei der U20-Weltmeisterschaft 1967 in Jerusalem ein beachtlicher dritter Platz. Von 1967 bis 1969 arbeitete er regelmäßig mit dem Internationalen Meister Hans Bouwmeester an der Verbesserung seiner Spielstärke. 1970 entschloss sich Timman zu einer Profispielerlaufbahn, 1971 wurde er Internationaler Meister, 1974 errang er den Titel eines Schachgroßmeisters. Neun Mal wurde er niederländischer Landesmeister: 1974–1976, 1978, 1980, 1981, 1983, 1987 und 1996.

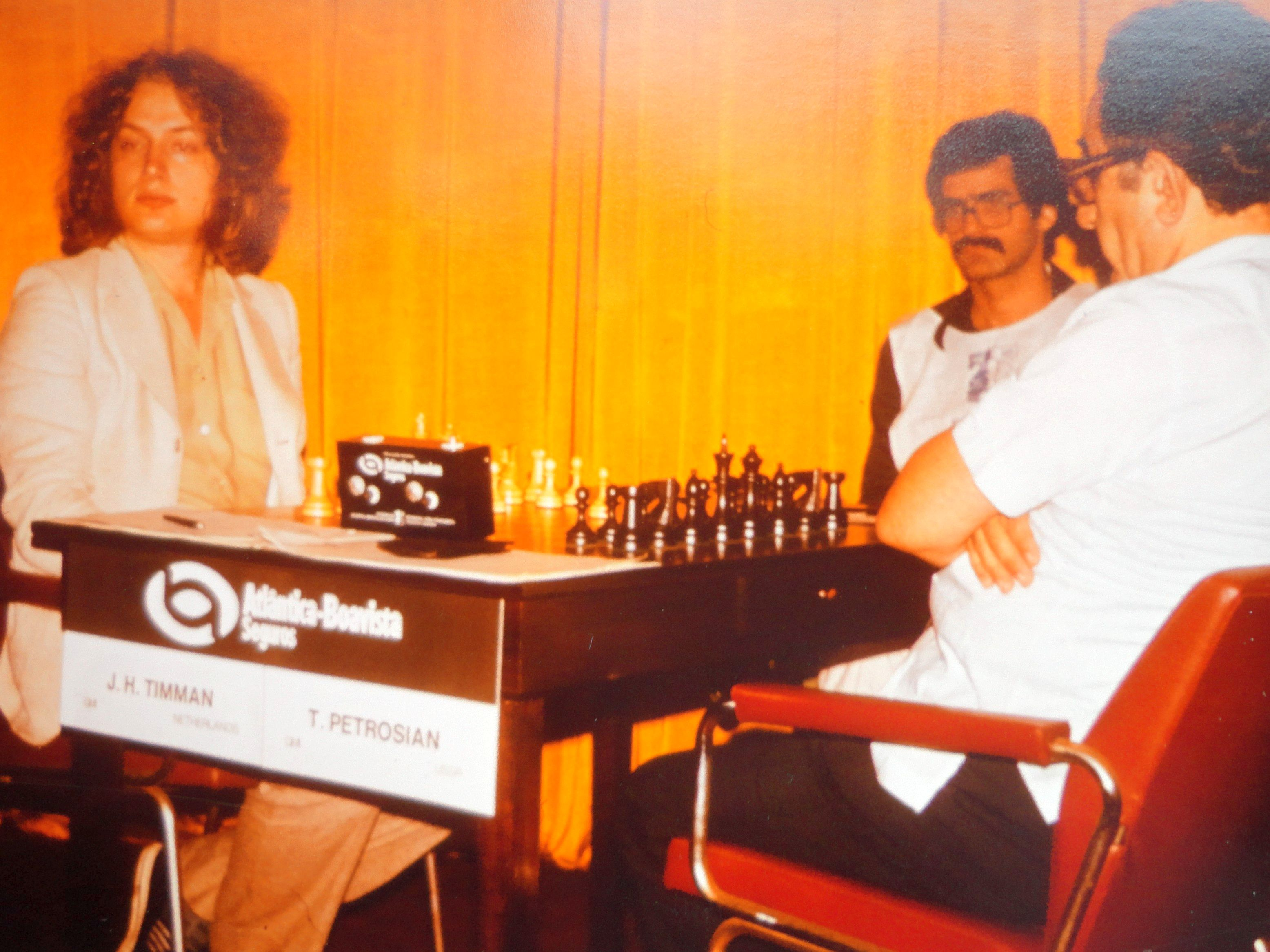
Timman – Tigran Petrosian, Interzonenturnier Rio de Janeiro 1979

1978 qualifizierte er sich erstmals über das Zonenturnier von Amsterdam für das Interzonenturnier in Rio de Janeiro 1979. Zur Vorbereitung wurde ihm ein Match gegen Lew Polugajewski finanziert, das er mit 4,5:3,5 gewinnen konnte. Außerdem erhielt er Ulf Andersson als Sekundanten zur Seite gestellt. Beim Interzonenturnier hatte Timman bis zur letzten Runde Chancen zur Qualifikation zum Kandidatenturnier, wurde aber schließlich Vierter (nur die ersten Drei qualifizierten sich). Auch beim Interzonenturnier 1982 in Moskau, das Garri Kasparow gewann, schaffte er nicht den Sprung zum Kandidatenturnier (5.–7. Platz).
1985 gelang ihm schließlich ein überzeugender Sieg beim Interzonenturnier in Taxco de Alarcón (Mexiko) mit 1,5 Punkten Vorsprung und damit die Qualifikation zum Kandidatenturnier von Montpellier 1985, bei dem er Platz 4–5 mit Ex-Weltmeister Michail Tal teilte. Der erforderliche Stichkampf um den letzten Platz für das Kandidaten-Halbfinale endete 3:3 (+1 =4 −1), worauf Timmans bessere Wertung im Turnier den Ausschlag gab. Infolgedessen traf er 1986 in Tilburg auf Artur Jussupow, dem er mit 3:6 (+1 =4 −4) unterlag. Timman war somit trotz des Ausscheidens für den nächsten WM-Ausscheidungszyklus vorqualifiziert: 1989 besiegte er im Viertelfinale in Antwerpen den Ungarn Lajos Portisch mit 3,5:2,5 (+2 =3 −1) und im Halbfinale in London den Engländer Jonathan Speelman mit 4,5:3,5 (+2 =5 −1). Im Kandidatenfinale 1990 in Kuala Lumpur unterlag er schließlich Ex-Weltmeister Anatoli Karpow mit 2,5:6,5 (+0 =5 −4). Erneut war Timman für die Kandidatenkämpfe des nächsten Zyklus vorqualifiziert: 1991 besiegte er im Achtelfinale den Deutschen Robert Hübner in Sarajevo mit 4,5:2,5 (+2 =5 −0), im Viertelfinale in Brüssel den Schweizer Viktor Kortschnoi ebenfalls mit 4,5:2,5 (+2 =5 −0), 1992 im Halbfinale in Linares Artur Jussupow mit 6:4 (+4 =4 −2) und unterlag im Kandidatenfinale in El Escorial dem Engländer Nigel Short mit 5,5:7,5 (+3 =5 −5).
Überraschend wurden Nigel Short und Weltmeister Garri Kasparow im Jahr 1993 von der FIDE wegen finanzieller Differenzen disqualifiziert und der Weltschachbund veranstaltete einen WM-Kampf der beiden letzten Gegner Shorts, der je zur Hälfte in verschiedenen niederländischen Städten und Jakarta ausgetragen wurde. Die ersten sechs Partien spielten Timman und Karpow in Arnhem, die nächsten drei in Amsterdam. In diesem Wettkampf, in dem er kaum eine Chance hatte, unterlag Timman Ex-Weltmeister Anatoli Karpow mit 8,5:12,5 (+2 =13 −6). Im folgenden Zyklus errang Timman zunächst im Achtelfinale 1994 in Wijk aan Zee einen 4,5:3,5 (+2 =5 −1)-Sieg über Joël Lautier, unterlag dann jedoch im Viertelfinale Waleri Salow mit 3,5:4,5 (+1 =5 −2) in Sanghi Nagar (Indien).
Timmans erfolgreichste Zeit fällt in die 1980er und die beginnenden 1990er Jahre. 1977 wurde er Zweiter hinter Anatoli Karpow bei der Internationalen Deutschen Meisterschaft in Bad Lauterberg im Harz. 1981 siegte er gemeinsam mit Gennadi Sosonko in Wijk aan Zee. Er war im Januar 1982 nach Anatoli Karpow auf dem zweiten Rang der Weltrangliste, im Januar 1990 erreichte er eine Elo-Zahl von 2680, was seinen persönlichen Rekord darstellt.
Zu seinen bedeutendsten Siegen zählen: Stockholm 1973, Hastings 1973/74, Sombor 1974, Netanja 1975, Reykjavík 1976, Amsterdam 1978, Nikšić 1978, Bled-Portorož 1979, Amsterdam 1981 (vor Portisch und Karpow), Las Palmas 1981, Wijk aan Zee 1981, Mar del Plata 1982 (vor Weltmeister Anatoli Karpow), Djkarta 1983, Bugojno 1984, Sarajevo 1984, Wijk aan Zee 1985, Amsterdam 1985, Zagreb 1985, Taxco (Interzonenturnier) 1985, Amsterdam 1987, Tilburg 1987, Linares 1988, Amsterdam 1989, Rotterdam 1989, Prag 1990, Amsterdam 1995, Merrillville 1997, Hoogeveen 1999, Malmö 2001, Willemstad (Curaçao) 2001, Malmö/Kopenhagen 2005.
Im Laufe seiner Karriere gewann er neben Kandidatenwettkämpfen zahlreiche weitere Wettkämpfe: zu den wichtigsten zählen Siege über Lew Polugajewski 1979 in Breda [4,5:3,5 (+2 =5 −1)], über Lajos Portisch in Hilversum 1984 [3,5:2,5 (+2 =3 −1)], über Ljubomir Ljubojević 1987 in Hilversum [4,5:1,5 (+3 =3 −0)], über Jeroen Piket in Amsterdam 1995 [6:4 (+3 =6 −1)] und Ivan Sokolov in Amsterdam 1996 [2,5:1,5 (+2 =1 −1)].
Timman ist Chefredakteur der Zeitschrift New In Chess und gilt als ausgezeichneter Analytiker und Kommentator. Seit 1971 betätigt er sich außerdem als Schachkomponist. Timmans Ehefrau ist nach seinen Angaben Expertin für retroanalytische Schachaufgaben. Sein Bruder Ton Timman (1948–2014) war ebenfalls Schachspieler, wurde 1970 mit Watergraafsmeer niederländischer Mannschaftsmeister, nahm an der niederländischen Einzelmeisterschaft 1972 teil, trug den Titel eines FIDE-Meisters und erreichte im Mai 1974 seine höchste Elo-Zahl von 2385.
Jan Timman veröffentlichte zahlreiche Bücher.

## Partiebeispiel
|   | a | b | c | d | e | f | g | h |   |
| 8 |   |   |   |   |   |   |   |   | 8 |
| 7 |   |   |   |   |   |   |   |   | 7 |
| 6 |   |   |   |   |   |   |   |   | 6 |
| 5 |   |   |   |   |   |   |   |   | 5 |
| 4 |   |   |   |   |   |   |   |   | 4 |
| 3 |   |   |   |   |   |   |   |   | 3 |
| 2 |   |   |   |   |   |   |   |   | 2 |
| 1 |   |   |   |   |   |   |   |   | 1 |
|   | a | b | c | d | e | f | g | h |   |

In der 3. Partie beim KRO-Match in Hilversum 1985 besiegte Timman mit den weißen Steinen den damals amtierenden Weltmeister Kasparow.
Timman–Kasparow 1:0
Hilversum, 17. Dezember 1985
Spanische Partie (Geschlossene Verteidigung), C93
1. e4 e5 2. Sf3 Sc6 3. Lb5 a6 4. La4 Sf6 5. 0–0 Le7 6. Te1 b5 7. Lb3 d6 8. c3 0–0 9. h3 Lb7 10. d4 Te8 11. Sg5 Tf8 12. Sf3 Te8 13. Sbd2 Lf8 14. a3 h6 15. Lc2 Sb8 16. b4 Sbd7 17. Lb2 g6 18. c4 exd4 19. cxb5 axb5 20. Sxd4 c6 21. a4 bxa4 22. Lxa4 Db6 23. Sc2 Dc7 24. Lb3 La6 25. Tc1 Lg7 26. Se3 Lb5 27. Sd5 Sxd5 28. Lxg7 Kxg7 29. exd5 Se5 30. Se4 Sd3 31. Dd2 Ta3 32. Sf6 Txe1+ 33. Txe1 Kxf6 34. Dc3+ Se5 35. f4 La4 36. fxe5+ dxe5 37. d6 Dxd6 38. Df3+ Ke7 39. Dxf7+ Kd8 40. Td1 Ta1 41. Df6+ 1:0
| Hier fehlt eine Grafik, die leider im Moment aus technischen Gründen nicht angezeigt werden kann. Wir arbeiten daran! |

## Nationalmannschaft

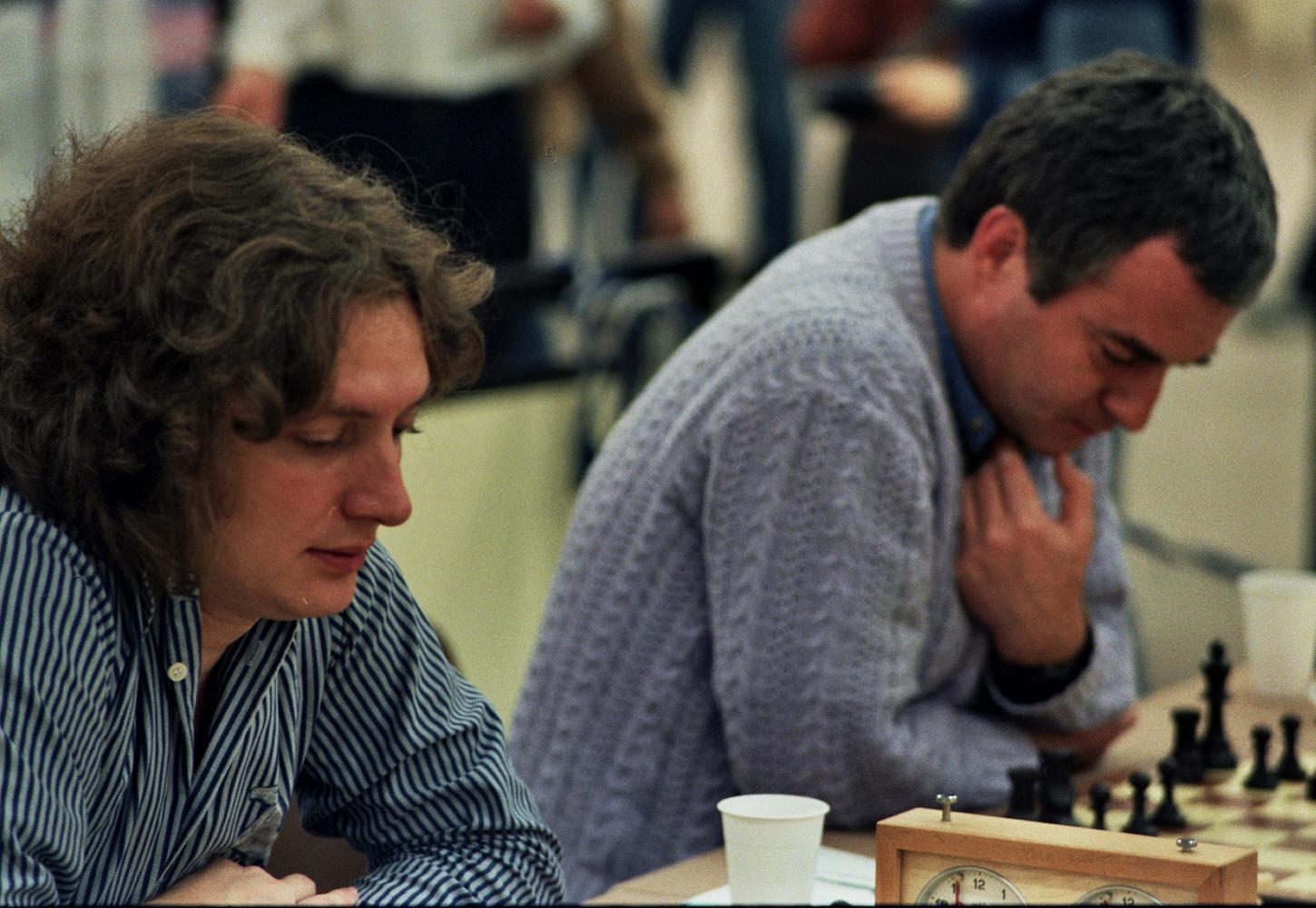
Jan Timman und Gennadi Sosonko Schacholympiade 1984 in Thessaloniki

Timman nahm mit der niederländischen Nationalmannschaft an den Schacholympiaden 1972, 1974, 1976, 1978, 1980, 1982, 1984, 1990, 1992, 1994, 1996, 1998 und 2004 teil. Am erfolgreichsten verlief für ihn die Schacholympiade 1976, bei der er mit der Mannschaft den zweiten Platz und in der Einzelwertung den ersten Platz am ersten Brett erreichte.
Außerdem vertrat Timman die Niederlande bei der Mannschaftsweltmeisterschaft 1989 und den Mannschaftseuropameisterschaften 1983, 1997 und 2005. 1983 erreichte er das beste Ergebnis am Spitzenbrett, 2005 gewann er mit der niederländischen Mannschaft.
1984 wurde er beim Wettkampf UdSSR gegen den Rest der Welt ans zweite Brett der Weltauswahl berufen und unterlag Garri Kasparow mit 1,5:2,5.

## Vereine
In den 1970er und 1980er Jahren spielte Timman für die Mannschaft von Volmac Rotterdam, mit der er auch dreimal am European Club Cup teilnahm und als größten Erfolg den Einzug ins Finale 1979 verbuchen konnte. Von 1996 bis 2006 spielte er für Breda, mit denen er 1997, 1998, 1999, 2000, 2001, 2002, 2003, 2004, 2005 und 2006 niederländischer Mannschaftsmeister wurde und den European Club Cup 1998 gewann.
In der deutschen Bundesliga spielte Timman von 1997 bis 2003 und von 2005 bis 2007 für die SG Porz, mit der er 1998, 1999 und 2000 deutscher Mannschaftsmeister wurde. Seit 2017 spielt er für den Düsseldorfer SK, unter anderem in der Saison 2018/19 in der 1. Bundesliga. In der schwedischen Elitserien spielte er von 2000 bis 2003 für den Limhamns SK, in der französischen Top 16 spielte er 2008 für La Tour Sarrazine Antibes. Außerdem spielte er auch für den belgischen Verein Anderlecht, mit dem er 1990 am European Club Cup teilnahm und den Koninklijke Gentse Schaakkring Ruy Lopez.

## Werke (Auswahl)
- Jan Timman analysiert Großmeisterpartien. Das Schacharchiv, Hamburg 1982, ISBN 978-3-88086-048-3.
- Schaakwerk I Analyses en studies. Uitgeverij Bert Bakker, Amsterdam 1983, ISBN 90-6742-001-8. (dt.: Studien und Partien)
- Schaakwerk II. Aanvalswendingen en Eindspelfinesses. Uitgeverij Bert Bakker, Amsterdam 1991, ISBN 978-90-351-1086-1.
- Chess the adventurous way. New In Chess, Alkmaar 1994, ISBN 90-71689-85-9.
- Ausgewählte Endspielstudien. Koblenz 1995, ISBN 3-929291-03-7. (mit 40 der besten Studien Timmans)
- On the attack. New In Chess, Alkmaar 2006, ISBN 90-5691-187-2.
- Die Kraft der Leichtfiguren. New In Chess, Alkmaar 2006, ISBN 90-5691-196-1.
- The Art of the Endgame. My Journeys in the Magical World of Endgame Studies. New In Chess, Alkmaar 2011, ISBN 978-90-5691-369-4.
- Timman's Titans: My World Chess Champions. New in Chess, Alkmaar 2016. ISBN 978-90-5691-672-5.
- Die längste Partie. Die fünf Matches Kasparow-Karpow um die Schachweltmeisterschaft. New in Chess, Alkmaar 2019. ISBN 978-90-5691-853-8.
- The Unstoppable American. Bobby Fischer's Road to Reykjavik. New in Chess, Alkmaar 2021. ISBN 978-90-5691-979-5.